# Maria Brandão
Maria Brandão dos Reis (Rio de Contas, 22 de julho de 1900 — Salvador, 1974) foi uma militante do Partido Comunista Brasileiro e da Federação de Mulheres do Brasil, pioneira no grupo de mulheres negras que participou ativamente da história política do país no século XX. Sua trajetória política iniciou-se a partir do contato gerado pela passagem da Coluna Prestes na região onde vivia. Ficou conhecida como "Campeã da Paz" por ser recordista na coleta de assinaturas durante a Campanha pela Paz promovida pelo Partido na década de 50 que visava impedir a participação do Brasil na Guerra da Coréia ao lado dos Estados Unidos.